# A Sporting Chance (film 1919 Melford)
A Sporting Chance è un film muto del 1919 diretto da George Melford. La sceneggiatura si basa su Impulses, racconto di Roger Hartman pubblicato in Snappy Stories il 4 febbraio 1919.

## Trama
Un evaso, dopo aver messo a terra un automobilista, gli ruba i vestiti e scappa. Il malcapitato aiuta poi la giovane Carey Brent che si trova con una gomma a terra. La ragazza, che è stata appena piantata in asso dal suo autista, convinta che l'uomo che l'ha aiutata sia il galeotto fuggito dal carcere, gli offre impulsivamente di prendere il posto dello chauffeur. Benché sia attratta dal giovanotto, che si chiama Paul, Carey resiste ai suoi sentimenti. La giovane è preoccupata per suo padre, dato che la moglie Pamela - ovvero la sua matrigna - è coinvolta in una relazione con Ralph Seward, un bellimbusto della buona società. Per proteggere il padre, Carey flirta con Seward, scoprendo che l'uomo possiede alcune lettere compromettenti inviategli da Pamela. Lei, allora, per recuperare i documenti, si reca nell'appartamento di Seward che, però, l'aggredisce. Carey viene salvata dall'intervento di Paul. Intanto Harry, il galeotto, è stato catturato e Paul, finalmente, confessa alla ragazza di non essere un malvivente, ma solo un broker: ha accettato il lavoro di autista solo per restarle vicino, dato che si era innamorato subito di lei.

## Produzione
Il film fu prodotto dalla Famous Players-Lasky Corporation

## Distribuzione
Il copyright del film, richiesto dalla Famous Players-Lasky Corp., fu registrato il 27 giugno 1919 con il numero LP13915.
Distribuito dalla Paramount Pictures e dalla Famous Players-Lasky Corporation, il film - presentato da Jesse L. Lasky - uscì nelle sale cinematografiche statunitensi il 13 luglio 1919.
Copie della pellicola sono conservate negli archivi della Cineteca del Friuli, dell'UCLA, dell'Academy Film Archive (a Beverly Hills).